# 4051 Хатанака
4051 Хатанака (4051 Hatanaka) — астероїд головного поясу, відкритий 1 листопада 1978 року.
Тіссеранів параметр щодо Юпітера — 3,319.